# Orange Skyline
Orange Skyline is een Nederlandse muziekgroep uit de stad Groningen, gevormd in 2009 na het laatste concert in Nederland van de band Oasis (band). De groep heeft meerdere prijzen gewonnen voor hun muziek, waaronder de 3FM Serious Talent award en de Groningse popprijs.
De groep bestaat uit twee broers, Stefan en Niels van der Wielen, hun destijdse buurjongen Mart Atema en klasgenoot Simon Christiaanse. Ze hebben in 2021 een contract getekend bij Sony Music Entertainment.

## Singles, EP's en albums
In 2012 bracht de band hun eerste EP uit genaamd 'Thank You, We'll Take It From Here'. Al snel volgde hun single 'Rapture' en hun EP 'An introduction' in 2015. Ook wordt in 2015 de single 'I don't mind' uitgebracht, wat door VT wonen werd opgemerkt en gebruikt. 
In 2017 kwam het eerste album 'Things that I hide' uit. Eerder hebben ze het nummer 'Sound and Fury' als een single uitgebracht en dat werd een groot succes. Later dat jaar hebben ze ook nog de single 'Hotel Rooms - radio edit' uitgebracht als verlenging op het album. 
In 2018 brachten ze nog de single 'Out of the blue' uit en daarna bleef het lange tijd stil, tot het voorjaar van 2021. Waar de volgende nummers gedurende het jaar als single werden gepubliceerd:
- Shine On
- Keep It Together
- Sunny Days

Begin 2022 kwam de band met groot nieuws, hun nieuwste single A Fire werd het anthem van de Olympische Winterspelen 2022 op de NOS, nadat zij het nummer hebben ingezonden onder een compilatie van bijzondere momenten in het schaatsen. Ook kwamen de singles 'Modern Times' en 'Meet You In The Middle' nog uit gedurende het jaar. 
Op 4 november 2022 brachten ze het album 'Orange Skyline' uit, wat normaal gesproken een debuutalbum zou moeten zijn. Echter zag de band dit als een nieuw begin waardoor deze keuze werd gemaakt. 
4 april 2025 kwam de eerste single voor het nieuwe album, die begin 2026 wordt verwacht, I Don't Dance uit.  

## Geschiedenis
Na het concert van Oasis zaten de jongens op de achterbank en besloten dat het hun droom was om zelf ook in een band te spelen. Zelf hadden ze nog nooit een instrument aangeraakt, dus ze zijn compleet van het begin gestart. Al snel bleek Mart talent te hebben voor de drums en Niels voor de gitaar. Stefan besloot daardoor de zanger te worden en even later hebben zij Simon, een toenmalig klasgenoot, gevraagd of hij hun bassist wilde zijn.
De band heeft vanaf begin af aan altijd al hun eigen nummers geschreven, wat in 2012 tot hun debuut EP leidde. Daar hebben ze twee noteringen in lijsten gehaald en vanaf daar konden ze gaan opbouwen met optreden. In 2013 stonden zij op het festival Grunnsonic en later dat jaar wonnen zij de POPgroningen talent award in Vera (Groningen). Later dat jaar mochten ze daardoor optreden op het Bevrijdingsfestival Groningen en Noorderzon. 
In 2014 won de band de GBOB Nederland en in de finale in Oslo eindigden zij als als tweede. Ook wisten zij bij de  Sena Performers POPnl Award in de Melkweg (Amsterdam) een derde plaats te bemachtigen. In 2015 wordt de band uitgeroepen tot 3FM Serious Talent en mogen tijdens 3FM Serious Request optreden. Ook brengen zij dit jaar de EP 'An Introduction' uit en mogen zij het voorprogramma verzorgen van Kensington (band) in de Ziggo Dome. Er volgden veel optredens na die tijd en zij ontvingen een Edison (muziekprijs) nominatie. 
Op Eurosonic Noorderslag in 2017 brengen zij het nieuwe album 'Things That I Hide' uit, waarna een clubtour volgt. Echter na het uitbrengen van hun single 'Out Of The Blue' in 2018 blijft het een tijd stil. In 2021 tekenen ze een contract met Sony Music Entertainment en in 2021 publiceren ze weer nieuwe singles.
Wanneer in 2022 de single 'A Fire' uit kwam, werd ook het nieuws bekend dat dit nummer de anthem wordt bij de Olympische Winterspelen 2022 op de NOS. Hoewel ze in de hitlijsten niet heel hoog scoorden, hebben zij zichzelf hiermee weer op de kaart gezet en in het zomerseizoen van De slimste mens mocht zanger Stefan van der Wielen meedoen. Verspreid over het jaar kwam er ook nog een clubtour en in 2023 mochten zij op Pinkpop spelen. 
Eind 2024 speelde de band in een uitverkocht Vera (Groningen) en Paradiso (Amsterdam) met een aantal nieuwe nummers. Nu in 2025 is de band uitgebreid, gitarist Sjaak Thissen en toetsenist Jesse Koch, die al een aantal jaar meespeelden in de band zijn nu officieel deel van de band. Ook is drummer Mart Atema vanwege een blessure vervangen door Martin Brummelkamp. Het is dus nu een band bestaand uit 6 man in plaats van 4 man.   